# Gymnura natalensis
Gymnura natalensis is een vissensoort uit de familie van de vlinderroggen (Gymnuridae). De wetenschappelijke naam van de soort is voor het eerst geldig gepubliceerd in 1911 door Gilchrist & Thompson.